# Clâmide
Clâmide (em grego: χλαμύς, gen.: χλαμύδος; também conhecido como ἐφαπτίς - ephaptis) era uma peça de vestuário da Grécia Antiga; ou seja, um manto. A clâmide era utilizada basicamente por soldados gregos do século V ao III a.C. Originalmente, era amarrada à cintura, como uma roupa para cobrir a genitália, mas ao fim do século V a.C. era usado acima dos cotovelos. A clâmide era basicamente um retângulo de tecido de lã, do tamanho de um cobertor, geralmente com bordas. Era usualmente presa acima do ombro direito, por um broche. Podia ser vestida sobre outro item de vestuário, mas era frequentemente usada como a única peça de roupa por soldados jovens e mensageiros. A clâmide era usada principalmente pelo exército e - amarrada à volta do braço poderia ser usada como um "escudo" leve em combate. Seu uso continuou pelo período bizantino, quando era geralmente muito maior, vestida de lado a lado com uma presilha sobre o ombro e quase tocando o chão na frente e atrás.

## Galeria

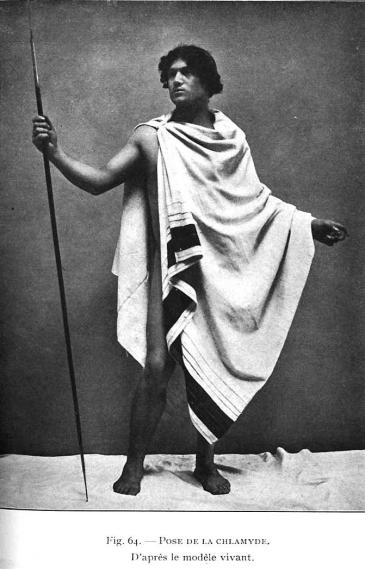
Modelo utilizando uma clâmide.
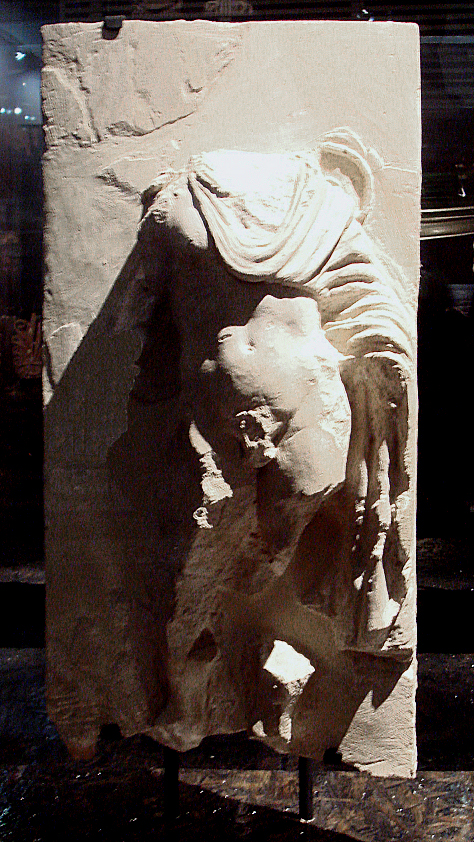
Friso representando homem vestindo uma clâmide (Ai-Khanoum).
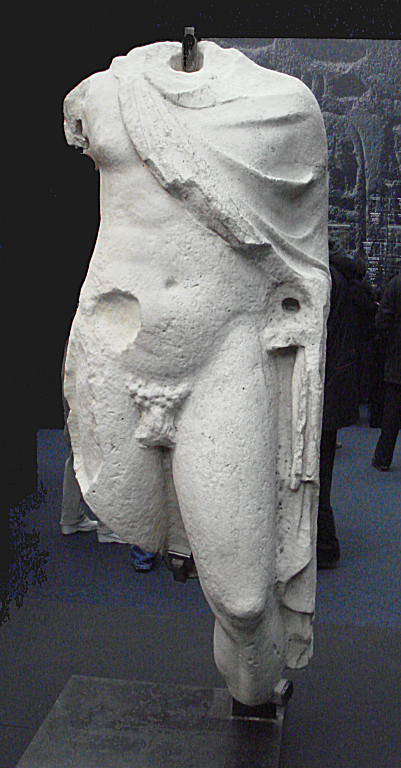
Estátua de  Ptolemeu III Evérgeta, semelhante a Hermes, vestindo o manto de clâmide (Egito ptolomaico).